# Ghadames Air Transport
Ghadames Air Transport is een Libische luchtvaartmaatschappij met haar thuisbasis in Ghadames.

## Geschiedenis
Ghadames Air Transport is opgericht in 2004.

## Bestemmingen
Ghadames Air Transport voert lijnvluchten uit naar:(juli 2007)
- Beida, Benghazi, Ghadames, Ghat, Koefra, Misratah, Sebha, Sert, Tobroek, Tripoli, Ubari.

## Vloot
Ghadames Air Transport gebruikt vliegtuigen van het type:
- British Aerospace BAE-146